# Мишино (Чагодощенский район)
Мишино — деревня в Чагодощенском районе Вологодской области. Входит в состав Белокрестского сельского поселения (до 2015 года входило в состав Избоищского сельского поселения).
Расстояние по автодороге до районного центра Чагоды — 29 км, до центра муниципального образования деревни Избоищи — 5 км. Ближайшие населённые пункты — Лукино, Трухино, Фрязино.
В 6 км от деревни Мишино, при впадении реки Белой в реку Кобожа, находится Усть-Бельский археологический комплекс, состоящий из стоянок каменного века, поселений эпохи бронзы и раннего железного века, финно-угорского могильника железного века, славянского раннесредневекового поселения и курганного могильника.

## Население
По переписи 2002 года население — 19 человек.
| 2010 |
| ---- |
| 9    |